# هاشم أباد (أصفهان)
هاشم أباد هي قرية في مقاطعة أصفهان، إيران. عدد سكان هذه القرية هو 1,029 في سنة 2006.